# ATR (rasgo fonético)
En fonética, ATR (del inglés advanced tongue root) se refiere a un rasgo fonético que aparece en sonidos articulados con la raíz de la lengua avanzada, es decir, con una expansión de la cavidad faríngea obtenida mediante un movimiento de la base de la lengua hacia adelante. El rasgo aparece en la articulación de algunas vocales. 
Secundariamente el rasgo [+ATR] involucra una tensión adicional en los labios. Esta tensión suena al oído como cierta "claridad" asociada a un formante menor, comparada con las vocales que tienen rasgo [-ATR]. Esporádicamente se ha usado el nombre vocales tensas y laxas para reflejar este matiz fonético, aunque actualmente tiende a usarse ya que el adjetivo "tenso" tiene otros significados en fonética. 
En el AFI el rasgo ATR se representa mediante el diacrítico [  ̘].

## Lenguas con ATR distintivo
En ciertas lenguas esta peculiaridad articulatoria puede ser distintiva, es decir, es la base de para diferenciar fonemas vocálicos diferentes. En las lenguas que usan el rasgo ATR este contrasta frecuentemente con el rasgo RTR (retracted tongue root) consistente en una retracción de la base de la lengua. Frecuentemente el rasgo ATR o RTR afecta a todas las vocales de la misma palabra, existiendo de hecho una armonía vocálica. Un ejemplo de esto es la lengua twi y otras lenguas de África occidental.